# Agradingau
Der Agradingau, auch Agradingo oder Agredingo, war ein Bezirk im frühmittelalterlichen Sachsen mit dem Zentrum Meppen an der Mündung der Hase in die Ems. Nachbargaue waren die sächsischen Gaue Lerigau im Osten und Hasegau im Süden sowie der friesische Gau Emsgau im Norden.

## Abgrenzung
Überwiegend werden zum Agradingau die ehemaligen Kreise Aschendorf, Hümmling und Meppen sowie auch Teile der Niederlande (Westerwolde) gerechnet. In der Forschung wird aber auch die Existenz eines sächsischen Emsgaues angenommen, so rechnet Joseph Prinz den damals nur schmalen Siedlungsstreifen am Fluss von Lathen emsaufwärts bis nach Rhede sowie den damals wichtigen Ort Aschendorf zu einem solchen. Beachtet werden muss des Weiteren, dass der wichtige Unterlauf der Hase mit Haselünne und Herzlake nicht etwa zum Hasegau zählte, sondern zum Agradingau.

## Geschichte
Im Jahre 785 eroberte Karl der Große nach dem Sieg über die Sachsen ganz Friesland einschließlich der östlichen Gebiete bis zur Weser für das fränkische Reich. Spätestens ab diesem Zeitpunkt kann die durch Willibrord um 695/696 eingerichtete Utrechter Mission gefahrlos auch in das Gebiet des Agradingaus unternommen werden. In der Folge wird die Meppener Kirche als Missions- und Taufkirche gegründet, worauf das Patrozinium St. Margaretha hindeutet. Eine andere Version ist die Gründung der Taufkirche bereits um 780 durch Karl den Großen selbst, was eine Legende sein dürfte.
Eine weitere Kirche aus dieser Zeit mit dem ursprünglichen Patrozinium St. Margaretha gab es in Haselünne an einem wichtigen Haseübergang. Lünne stammt von der Bezeichnung der Rundhölzer (Lunni) ab, welche hier in die Hasefurt gelegt wurden, um auch schwere Transporte zu ermöglichen. Obgleich die Kirche erst um 1107/1011 erstmals erwähnt wird, kann wie im Falle der Kirche Aschendorf von einer Existenz bereits in der Missionszeit ausgegangen werden. Haselünne wird sicher zu dem Zubehör des Kirchsprengels Meppen im Agradingau gerechnet, der 834 dem Kloster Corvey übertragen wird. In Haselünne bestand bereits um 500 ein sächsischer Haupthof im Bereich der heutigen Hofstätte.
Im Jahre 792 war der Sachsen- und Friesenaufstand vermutlich der Anlass, dass Karl der Große dem heiligen Liudger die Missionsleitung im westlichen Sachsen übertrug. Schon 793 entstand um Münster und das dort von Liudger gegründete Kanonikerstift ein Missionsbistum mit einem ausgedehnten Pfarrsystem. In diese Zeit fällt die Gründung der Kirche von Aschendorf durch Liudger am rechtsseitigen Emsweg, welches als Ascanthorp in der  (zweiten) Vita Liudgeri erwähnt ist. Der heilige Liudger nutzte diese Kirche auch als Wegestation für seine Missionsreisen nach Friesland.
In der ältesten urkundlichen Quelle findet Aschendorf als Asikinthorpe Erwähnung. Asiko (Asko) kommt aus dem Friesischen und bedeutet „Richter, Gericht“. Nach einer örtlichen Legende gab es in sächsisch-friesischer Zeit im Gebiet des heutigen Draiberges einen „Freien Stuhl“ (Gerichtsstätte). Hiernach hätte Liudger diesen alten Ort nachverwendet und lediglich christlich umfunktioniert. Aschendorf fand als „villa“ (dörfliche Gemeinschaftssiedlung) Erwähnung und war damit bedeutender als die damals üblicheren Haupthöfe und Einzelsiedlungen. Dies begründete sich offenbar aus seiner Lage am Schnittpunkt der Wasserstraße der Ems (Süd/Nord) mit der ostwestlichen Altstraße in das Gebiet der Friesen. Schon der „Freie Stuhl“ wird durch die Sachsen, welche vermutlich im 4. Jahrhundert in diese Gegend kamen, deswegen dort angelegt worden sein.
Obwohl die Kirche Aschendorf erst um 1100 in einem Einkünfteverzeichnis des Klosters Corvey Erwähnung findet, konnte in den Jahren 2001/2002 der archäologische Nachweis ihrer Existenz bereits im frühen 9. Jahrhundert erbracht werden. Bei einer Kirchenrenovierung fanden sich Spuren von fünf hölzernen Vorgängerbauten der Backsteinkirche des 13. Jahrhunderts, darunter zwei der ältesten nachweisbaren Kirchenbauten Norddeutschlands aus der unmittelbaren Missionszeit (9. Jahrhundert).
Da die Kirche in Lathen vor dem Corveyer Vitus-Patrozinium eines des Johannes des Täufers besaß, wird auch diese in die Missionszeit gerechnet, wobei nicht mehr unterschieden werden kann, ob sie von Utrecht oder von Münster aus gegründet wurde.
Am 7. Dezember 834 schenkte Kaiser Ludwig der Fromme in Blanzy a. d. Aisne dem Kloster Corvey unter Abt Warin I. von Sachsen Meppen im Agradingau mit allem Zubehör, welches hierbei leider nicht spezifiziert wurde (RI I n. 935). Hieraus sind die verschiedenen Interpretationen zum Umfang des Agradingaus entstanden. Neben Haselünne ist damals vermutlich auch Werlte in den Herrschaftsbereich des Klosters Corvey gelangt.
Im Verlaufe des 9. Jahrhunderts fallen weitere Zehntherrschaften an Corvey. Oft wird hierbei Ludwig der Deutsche im Jahre 855 als Geber vermutet, was allerdings umstritten ist. Eine andere Variante spricht von Kaiser Arnulf von Kärnten (896–899) als Geber. Die Schenkung des heute niederländischen Gebietes Westerwolde an Corvey scheint schon auf Ludwig den Deutschen zurückzugehen.
Im Jahre 890 wird im Heberegister des Klosters Werden der Ort Wettrup (als Wethonthorpe) zum Agradingau gezählt.
Ab 945 besaß der Abt von Corvey Bovo III., ein Verwandter Otto des Großen, in Meppen Münze und Zoll, seit 946 auch Bann, Marktrecht und Freiheit. Dies wurde die Grundlage der Entwicklung des Ortes zu einer Zentrale des sächsisch-friesischen Handels.
Um 1100 wird Vinnen (Finnum) als Besitz von Corvey im Agradingau erwähnt. Dieser Ort im Sendbezirk (Pfarrbezirk) Sögel wurde bereits um das Jahr 1000 in einer Schenkungsurkunde verzeichnet. Auch Sögel selbst wird zum Agradingau gerechnet. Es taucht um 1000 im Heberegister von Corvey als Sugila auf, benannt nach einem Gehölz für die Eichelmast der Schweine.

## Nachwirkung
Während des 12. Jahrhunderts fällt das Gebiet des Agradingaus an die Grafschaft Ravensberg. Im Juni 1252 wird Bischof Otto II. von Münster Landesherr in den Erblanden Ottos von Ravensburg, darunter in den Grafschaften im Agradingau und Emsgau sowie in der Freigrafschaft im Dersigau. Nach der Belehnung Ottos II. mit der Grafschaft Vechta 1253 erfolgte hier die Ausbildung des Niederstiftes Münster, das bis 1803 bestand.

## Grafen im Agradingau
- Thuring, Graf im Agradingau (945) an Ems und Hase (MGH DO I 73,77)
- Gottschalk von Zutphen Graf im Agradingau, Emsgau, Hettergau, von Twente in Westfalen sowie ab 1046 Graf im nördlichen Hamaland mit der Hauptstadt Zutphen († um 1063)
- Graf Otto II. von Zutphen genannt der Reiche (* um 1050 † 1113)